# Cleroidea
Super-famille
Les Cleroidea sont une super-famille d'insectes coléoptères.

## Historique et dénomination
La super-famille a été décrite par l'entomologiste français Pierre André Latreille en 1802.

## Taxinomie
Liste des familles
- Acanthocnemidae
- Cleridae
- Dasytidae
- Gietellidae
- Malachiidae
- Melyridae
- Phloiophilidae
- Prionoceridae
- Thanerocleridae
- Trogositidae